# Tom à la ferme
Tom à la ferme (tiếng Anh: Tom at the Farm; tiếng Việt: Tom ở trang trại) là một bộ phim kinh dị tâm lý Canada năm 2013 do đạo diễn và đóng vai chính Xavier Dolan. Bộ phim dựa trên vở kịch cùng tên của Michel Marc Bouchard, người đồng sáng tác kịch bản với Dolan. Nó được chiếu trong phần thi chính tại Liên hoan phim quốc tế Venice lần thứ 70 năm 2013, và tại Liên hoan phim quốc tế Toronto 2013.
Tại Venice, bộ phim đã giành được Giải thưởng FIPRESCI. Tom à la ferme cũng được đề cử 8 giải Giải thưởng màn hình Canada, bao gồm Phim hay nhất.

## Nội dung
Khi bạn trai Guillaume qua đời ở tuổi 25, Tom, một biên tập viên quảng cáo trẻ tuổi từ Montreal, đến thăm cộng đồng nông thôn của Guillaume để đưa quan tài tại tang lễ. Anh gặp mẹ của Guillaume, Agedit Longchamp, người không biết Guillaume là người đồng tính và Tom là người yêu của anh. Khi Tom đồng ý ở lại ngôi nhà nông trại, anh ta rất ngạc nhiên khi Agedit nói với anh rằng Guillaume có một người anh em, Francis. Tối hôm đó, Tom bị đánh thức bởi Francis, người đe dọa nói rằng anh ta biết Tom sẽ đến, và bảo anh ta đưa ra một điếu văn dễ chịu và không truy tặng công khai đồng tính Guillaume, để làm hài lòng Agedit. Trong đám tang, Tom muộn màng quyết định không nói, và âm nhạc được phát thay thế. Sau đó, Francis đối mặt với Tom trong một phòng tắm trong phòng tắm về tai nạn. Tại trang trại, Tom nói với Agedit rằng anh ta đã đưa ra quyết định của mình vì anh ta không hài lòng với chất lượng viết của bài điếu văn của mình. Agedit biết Guillaume đã có người yêu, nhưng tin rằng đó là một phụ nữ trẻ, đồng nghiệp của Guillaume và Tom, Sarah. Tom đọc điếu văn của mình về sự giả vờ rằng Sarah đã viết nó, và đưa ra gợi ý về thói quen tình dục của Sarah.
Mặc dù đám tang đã trôi qua, Tom vẫn ở lại trang trại và bắt đầu giúp đỡ Francis trong các công việc, đặc biệt là vắt sữa và bê. Francis vẫn mãnh liệt đối với anh ta, mặc dù họ nhảy trong chuồng ngựa, và Francis nói với Agedit rằng họ đặt tên con bê là Bitch Ass, để vinh danh Tom. Một đêm nọ, Francis đến nhà nông trại và ngạc nhiên khi thấy Sarah cùng với Agedit. Khi ở một mình với Sarah, Francis suy luận Tom đã liên lạc với cô và thuyết phục cô đến trang trại và giả làm bạn gái của Guillaume, tấn công và đe dọa những tiến bộ tình dục đối với cô. Sarah gặp Tom, người nói rằng trang trại cảm thấy thật với anh ta và rằng công việc của anh ta là cần thiết. Sarah nói với anh rằng Guillaume đã có rất nhiều vấn đề, kể cả với cô, và phàn nàn về Francis. Cả nhóm gặp nhau trong phòng khách, nơi Agedit trở nên choáng ngợp với những câu hỏi về sự thiếu đau buồn rõ ràng của Sarah, tại sao Guillaume rơi ra ngoài cùng với gia đình và người ở cùng Guillaume khi anh ta chết.
Tom ghé thăm quán bar địa phương, nơi anh bắt chuyện với nhân viên pha chế. Khi Tom đề cập đến việc anh ta đang ở tại trang trại Longchamp, nhân viên pha chế thông báo cho anh ta rằng Francis bị cấm thành lập. Nhiều năm trước, Francis và Guillaume đã ở quán bar với một người đàn ông khác. Khi chàng trai trẻ nhảy với Guillaume nói với Francis rằng anh ta có vài điều muốn nói về Guillaume, Francis đã hung hăng tấn công anh ta, dùng tay xé vào mặt anh ta. Chàng trai trẻ sau đó biến mất, được đồn là đang sống ở một ngôi làng khác. Sau khi bị truy đuổi bởi Francis và rời khỏi cộng đồng, Tom phát hiện ra một người đàn ông tại trạm dịch vụ với những vết sẹo trên khuôn mặt phù hợp với cuộc tấn công được mô tả của nhân viên pha chế.

## Diễn viên
- Xavier Dolan vai Tom Podowski
- Pierre-Yves Cardinal vai Francis Longchamp
- Lise Roy vai Agathe Longchamp
- Évelyne Brochu vai Sarah Thibault
- Manuel Tadros vai Barman

## Sản xuất

### Phát triển
Sau khi hoàn thành bộ phim truyện năm 2012 Laurence Anyways, Dolan cảm thấy rằng "cần phải thay đổi hướng đi" vì theo lời của anh, ba bộ phim trước đó đề cập đến "chủ đề tình yêu bất khả thi". Sau khi xem một vở kịch một năm trước, anh đã gặp Bouchard tại Théâtere d'ujourd'hui sau buổi biểu diễn và hỏi anh ấy nếu có ai khác đang chỉ đạo một bộ phim chuyển thể, trước khi nói anh ấy sẽ làm. Anh ta bị mê hoặc bởi sự bạo lực và tàn bạo của vở kịch và cảm thấy nó có thể được khám phá thêm trên màn ảnh. Dolan cũng thích vai trò của người mẹ trong vở kịch, vì "mẹ và con trai,.. những bà mẹ kiệt sức luôn hấp dẫn" anh ta.
Đây là lần đầu tiên Dolan thử chuyển thể tài liệu đã xuất bản trước đó. Viết với Bouchard đã được gấp rút, vì Dolan mong muốn được quay vào tháng 10 năm 2012.

### Quay phim
Dolan làm lại diện mạo của mình cho một phần của Tom, dựa trên màu của phông nền, đặc biệt là cánh đồng ngô. Lise Roy đã đóng vai Agedit trong các buổi biểu diễn trên sân khấu của Tom à la ferme, với Dolan đảm bảo cô ấy sẽ có vai diễn trong phim sau khi thấy cô ấy trong vở kịch. Roy thấy nó khác biệt khi ở trong một trang trại thực tế và nói rằng cô đã bị thách thức bởi những gì cô thấy là một cảnh quay cô đơn. Dolan đã phải đích thân chạy qua cánh đồng ngô cho bộ phim, mặc dù được cảnh báo rằng anh ta có thể tự làm hại mình nếu ngã, nhưng anh ta nói rằng thiếu mưa làm cho cảnh quay an toàn.
Dolan đã quay một cảnh mà Francis thủ dâm Tom trong khi bóp cổ anh ta, nhưng cuối cùng Dolan đã quyết định chỉnh sửa nó. Ban đầu, Dolan có ý tưởng không sử dụng âm nhạc trong phim. Ông nghĩ rằng sự im lặng và âm thanh của "gió hú, ván sàn ọp ẹp" sẽ làm tăng căng thẳng. Ý tưởng này đã bị loại bỏ trong quá trình chỉnh sửa, và ông đã yêu cầu nhà soạn nhạc từng đoạt giải Oscar Gabriel Yared tạo ra điểm số cho bộ phim.

## Phát hành

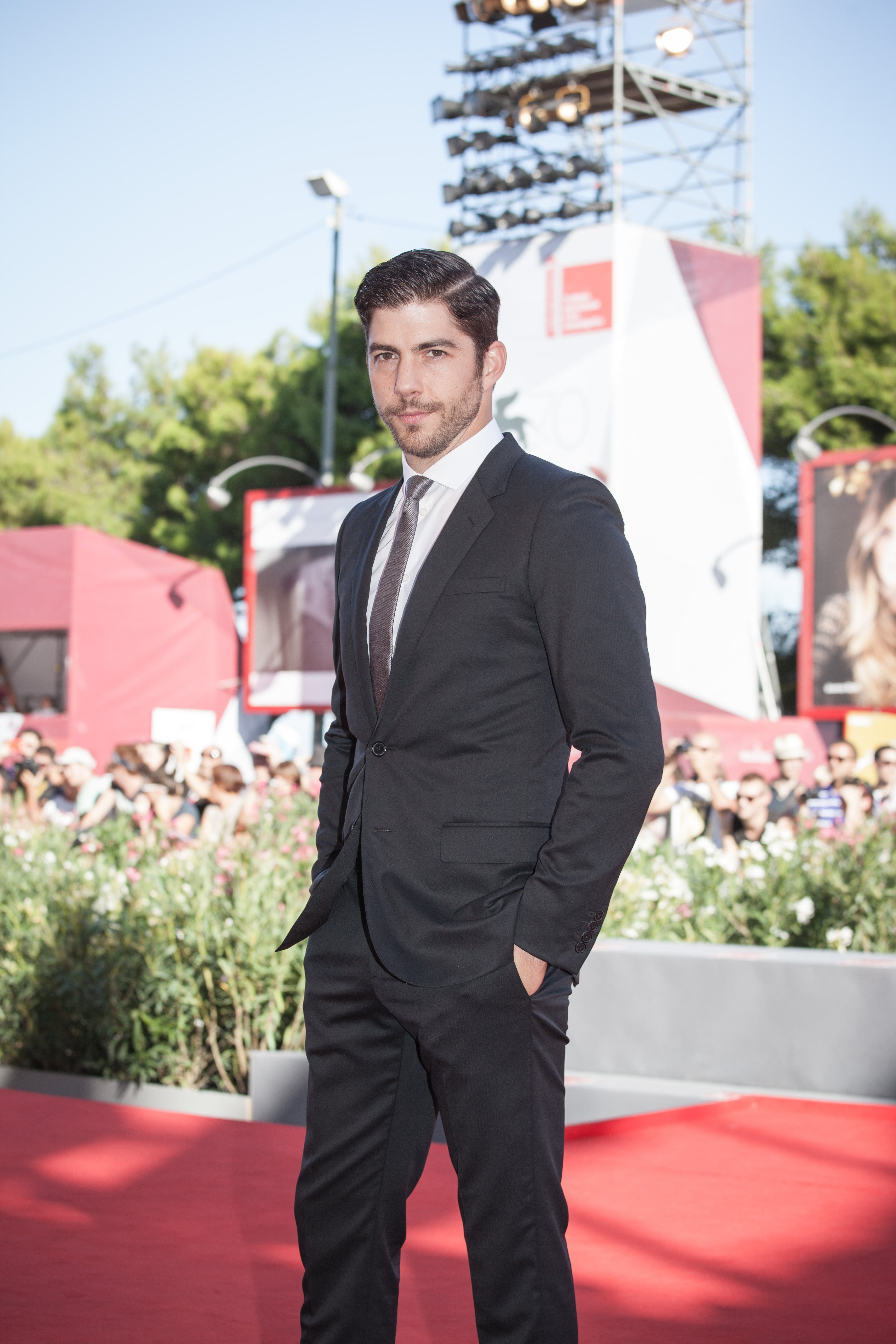
Nam diễn viên Pierre-Yves Cardinal tại Liên hoan phim quốc tế Venice lần thứ 70.

Bộ phim được phát tại Liên hoan phim quốc tế Venice lần thứ 70 vào ngày 2 tháng 9 năm 2013, nơi nó đã ra mắt và khán giả đứng ra vỗ tay. Nó cũng tại Liên hoan phim quốc tế Toronto 2013 trong phần Thuyết trình đặc biệt.
Được phân phối bởi Les Films Séville, Tom à la ferme đã phát hành điện ảnh rộng hơn vào năm 2014. Nó được mở vào ngày 30 tháng 5 tại Toronto và Vancouver, sau đó là các buổi chiếu ở Victoria, British Columbia vào ngày 20 tháng 6. Do Dolan không nổi tiếng ở Mỹ và các bộ phim của anh được phát hành ở đó bởi không một công ty nào, việc phát hành tại nước đó diễn ra vào ngày 14 tháng 8 năm 2015 sau bộ phim năm 2014 của anh Mummy gây hứng thú.

## Tiếp nhận

### Tiếp tân quan trọng
Tom à la ferme đã nhận được đánh giá chung thuận lợi. Trang web tổng hợp đánh giá Rotten Tomatoes báo cáo rằng 78% các nhà phê bình đã đưa ra đánh giá tích cực dựa trên 69 đánh giá, với điểm trung bình là 7.11/10. Ở Canada, La Presse nhà phê bình Marc-André Lussier đã cho nó ba ngôi sao rưỡi, thấy nó khác biệt với các tác phẩm trước đây của Dolan, hơn Hitchcockian, và ca ngợi André Turpin nhiếp ảnh và cách điểm số của Yared bổ sung cho câu chuyện. Eric Moreault đã cho nó ba ngôi sao rưỡi, viết rằng với tâm lý của nó, bộ phim đã nợ Ingmar Bergman nhiều như Alfred Hitchcock. Trong Voir, Manon Dumais đã ca ngợi Dolan vì đã xây dựng nhiếp ảnh của Turpin và âm nhạc của Yared và vẽ trên các yếu tố phim giật gân và phim kinh dị để nắm bắt gia đình và cộng đồng bị kìm nén. Kate Taylor đã viết một bài đánh giá tiêu cực trong Quả cầu và thư, chỉ trích Dolan vì đã sử dụng lại những bức ảnh tương tự và đặt câu hỏi tại sao Francis sẽ trở thành một kẻ ngang ngược xã hội hơn là vào tù.
Peter Bradshaw của The Guardian đã mô tả nó như là một "bộ phim hấp dẫn được cuộn lại với sự hăng hái và sợ hãi". Irish Times' Tara Brady đã cho nó năm trong số năm ngôi sao và ca ngợi nó là một "tác phẩm thiên tài", trong đó Dolan "biến vở kịch sân khấu nguồn của Michel Marc Bouchard thành một phim kinh dị độc đáo, bí ẩn". Variety Guy Lodge cũng đã viết một bài đánh giá tích cực về bộ phim, với lý do đây là "tác phẩm thú vị và thành công nhất của Dolan cho đến nay,... cũng là tác phẩm thương mại nhất của anh ấy". Anh ca ngợi điểm số "vẻ vang" của Yared và kỹ xảo điện ảnh "tuyệt đẹp" của André Turpin. David Ehrlich trong bài đánh giá của mình cho Film.com đã cho bộ phim xếp hạng 7,7, viết rằng Tom à la ferme "ít khi nắm bắt như một bài tập trong sự hồi hộp". Ehrlich cũng lưu ý điểm số là "gấp rút".
Nhà báo phê bình Hollywood David Rooney đã xem xét bộ phim một cách bất lợi và chỉ trích Dolan là tự ám ảnh mình. Anh ấy viết: "Thật khó để xem phim một cách nghiêm túc khi cảnh sau khi khám phá khuôn mặt của đạo diễn với sự say sưa ngất ngây như vậy. Shots of Tom được giữ và giữ và sau đó cầm thêm một chiếc xe đạp ở bánh xe, trên cánh đồng ngô, chạy trong chuyển động chậm chạp với những lọn tóc vàng nhảy múa trong gió, ngồi thẫn thờ trên giường trong bộ đồ lót, hoặc nhìn qua cánh cửa màn hình như một giọt nước mắt duy nhất vệt trên khuôn mặt, như Anne Hathaway trong Les Miserables". Dolan trả lời Rooney trong một tweet: "Bạn có thể hôn mông tự ái của tôi".

### Giải thưởng
Trong các đề cử, Tom à la ferme là một ứng cử viên lớn tại Giải thưởng màn ảnh Canada lần thứ 2, nơi nó đang cạnh tranh cho Best Motion Picture. Dolan được yêu thích tại Giải thưởng Jutra lần thứ 17, trong đó các bộ phim của anh ấy Tom à la ferme và  Mummy 'được đọ sức với nhau trong một số thể loại, bao gồm Phim hay nhất.
| Giải thưởng                   | Ngày lễ                                   | Thể loại                                   | Người nhận                                                          | Kết quả   | Ref.          |
| ----------------------------- | ----------------------------------------- | ------------------------------------------ | ------------------------------------------------------------------- | --------- | ------------- |
| Giải thưởng màn hình Canada   | Ngày 9 tháng 3 năm 2014                   | Best Motion Picture                        | Charles Gillibert, Nathanaël Karmitz và Xavier Dolan                | Đề cử     | [ 28 ]        |
| Giải thưởng màn hình Canada   | Ngày 9 tháng 3 năm 2014                   | Best Direction                             | Xavier Dolan                                                        | Đề cử     | [ 28 ]        |
| Giải thưởng màn hình Canada   | Ngày 9 tháng 3 năm 2014                   | Best Supporting Actress                    | Evelyne Brochu                                                      | Đề cử     | [ 28 ]        |
| Giải thưởng màn hình Canada   | Ngày 9 tháng 3 năm 2014                   | Best Supporting Actor                      | Pierre-Yves Cardinal                                                | Đề cử     | [ 28 ]        |
| Giải thưởng màn hình Canada   | Ngày 9 tháng 3 năm 2014                   | Best Adapted Screenplay                    | Michel Marc Bouchard and Xavier Dolan                               | Đề cử     | [ 28 ]        |
| Giải thưởng màn hình Canada   | Ngày 9 tháng 3 năm 2014                   | Best Overall Sound                         | François Grenon, Olivier Goinard, Sevan Koryan and Sylvain Brassard | Đề cử     | [ 28 ]        |
| Giải thưởng màn hình Canada   | Ngày 9 tháng 3 năm 2014                   | Best Sound Editing                         | Guy Francoeur, Isabelle Favreau and Sylvain Brassard                | Đề cử     | [ 28 ]        |
| Giải thưởng màn hình Canada   | Ngày 9 tháng 3 năm 2014                   | Best Score                                 | Gabriel Yared                                                       | Đề cử     | [ 28 ]        |
| Jutra Awards                  | Tháng 3 năm 2014                          | Most Successful Film Outside Quebec        | Xavier Dolan                                                        | Đề cử     | [ 29 ]        |
| Jutra Awards                  | Ngày 15 tháng 3 năm 2015                  | Best Film                                  | Xavier Dolan, Nancy Grant và Lyse Lafontaine                        | Đề cử     | [ 27 ] [ 30 ] |
| Jutra Awards                  | Ngày 15 tháng 3 năm 2015                  | Best Direction                             | Xavier Dolan                                                        | Đề cử     | [ 27 ] [ 30 ] |
| Jutra Awards                  | Ngày 15 tháng 3 năm 2015                  | Best Screenplay                            | Xavier Dolan and Michel Marc Bouchard                               | Đề cử     | [ 27 ] [ 30 ] |
| Jutra Awards                  | Ngày 15 tháng 3 năm 2015                  | Best Actress                               | Lise Roy                                                            | Đề cử     | [ 27 ] [ 30 ] |
| Jutra Awards                  | Ngày 15 tháng 3 năm 2015                  | Best Supporting Actor                      | Pierre-Yves Cardinal                                                | Đoạt giải | [ 27 ] [ 30 ] |
| Jutra Awards                  | Ngày 15 tháng 3 năm 2015                  | Best Supporting Actress                    | Evelyne Brochu                                                      | Đề cử     | [ 27 ] [ 30 ] |
| Jutra Awards                  | Ngày 15 tháng 3 năm 2015                  | Best Cinematography                        | André Turpin                                                        | Đề cử     | [ 27 ] [ 30 ] |
| Vancouver Film Critics Circle | Năm 2014                                  | Best Supporting Actress in a Canadian Film | Lise Roy                                                            | Đoạt giải | [ 31 ]        |
| Liên hoan phim Venezia        | Ngày 28 tháng 8 - Ngày 7 tháng 9 năm 2013 | FIPRESCI Award                             | Xavier Dolan                                                        | Đoạt giải | [ 32 ]        |